# Rijkskweekschool (Emmen)
De Rijkskweekschool is een voormalige kweekschool aan de Boermarkeweg 21 in Emmen. Het gebouw is tot 1996 in gebruik geweest als pabo, maar is hierna in gebruik genomen als kantoorpand.

## Kenmerken
Het gebouw is in 1960 ontworpen door Arno Nicolaï en heeft tien leslokalen, een bibliotheek, een aula (annex overblijflokaal) met toneel en kleedkamers, een gymnastieklokaal met bijbehorende was- en kleedruimten, kamers voor directie, leraren, de schoolarts en de amanuensis en een ruimte voor de administratie.
Nicolaï ontwierp het complex zodanig dat de aula en het gymnastieklokaal ook buiten de schooluren gebruikt konden worden.  Centraal in het complex liggen twee hofjes. Deze konden dienen als recreatieruimte, overblijfhof of als botanische tuin. 